# إليسيو كاستيلو
إليسيو كاستيلو مواليد 29 أبريل 1975 في هافانا، هو ملاكم كوبي.

## إحصائيات
خاض خلال مسيرته 24 نزالا، فاز في 20 وتعادل في 1 وخسر في 3. فاز بالضربة القاضية في 15 نزالا.

## روابط خارجية
- إليسيو كاستيلو على موقع بوكس ريك (الإنجليزية) (registration required)